# Nepenthes ampullaria
Nepenthes ampullaria is een vleesetende bekerplant uit de familie Nepenthaceae. Het is een van de wijdst verspreide Nepenthes-soorten. Zijn verspreidingsgebied beslaat een groot deel van Zuidoost-Azië. De soortnaam is afgeleid van ampulla, Latijn voor 'fles'. In tegenstelling tot de andere soorten uit het geslacht is N. ampullaria gedeeltelijk detrivoor. De vangbekers verzamelen en verteren hoofdzakelijk bladafval.

## Verspreiding
Nepenthes ampullaria behoort samen met N. mirabilis en N. gracilis tot de drie wijdst verspreide Nepenthes-soorten. Hij is inheems op Borneo, Molukken, Nieuw-Guinea, Maleisisch schiereiland, Singapore, Sumatra en Thailand. Ook komt hij voor op een groot aantal kleinere eilanden: Bangka, Bengkalis, Ko Lanta, Ko Tarutao, Langkawi, Mendol, Mentawai-eilanden (Siberut), Meranti-eilanden (Padang, Rangsang, Tebing Tinggi), Nias, Penang, Riau-archipel (Lingga-eilanden, Natuna-eilanden, Riau) en Rupat.
N. ampullaria leeft in tegenstelling tot de meeste Nepenthes-soorten vooral in dichte, schaduwrijke bossen. Hij komt voor tot op een hoogte van 2100 meter boven zeeniveau.

## Beschrijving
De stengel van N. ampullaria is lichtbruin en kan tot 15 meter hoog klimmen. De bladeren zijn lichtgroen en meten tot 25 bij 6 centimeter. De vangbekers bevinden zich aan ranken die zelden meer dan 15 centimeter lang zijn. Vangbekers worden voornamelijk laag op de grond geproduceerd. Meestal is de grond rond de stengel op een groot oppervlak bedekt met deze bekers. Door deze ongebruikelijke groeivorm is N. ampullaria nauwelijks met andere Nepenthes-soorten te verwarren.
De vangbekers zijn relatief klein. De hoogte bedraagt zelden meer dan tien centimeter en de doorsnede zeven centimeter. Bovenbekers worden zelden geproduceerd en zijn vaak te klein om prooidieren te kunnen vangen. De kleur van de vangbekers variëren van lichtgroen tot donkerrood. Op Sumatra en het Maleisisch schiereiland zijn de bekers meestal effen groen of groen met rode vlekken. Op Borneo komen vooral de rode vormen voor.
De bloeiwijze is een dichte pluim. N. ampullaria is voor zover bekend de enige Nepenthes-plant op Sumatra en het Maleisisch schiereiland waarvan de bloemen in pluimen groeien.
Op jonge leeftijd zijn alle delen van de plant dicht behaard met korte, bruine haartjes. Op latere leeftijd is de beharing spaarzamer, behalve op de bloeiwijzen.

## Leefwijze

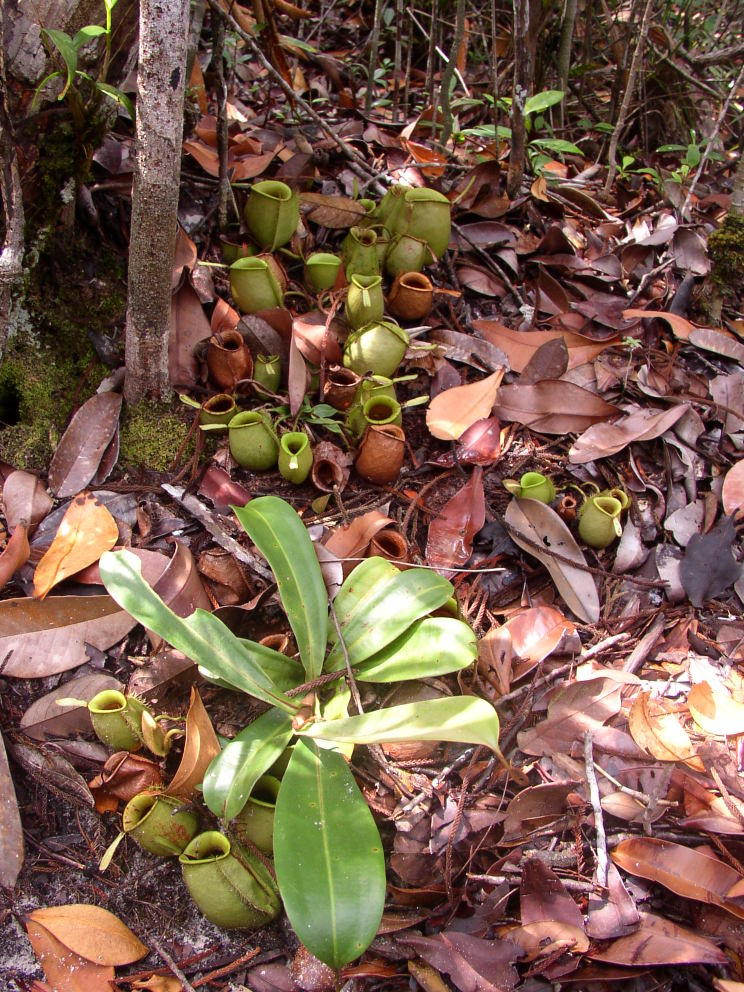
De groeiwijze van N. ampullaria is afgestemd op het verzamelen van bladafval

Nepenthes ampullaria is gedeeltelijk detrivoor. Zijn vangbekers en verteringsenzymen zijn aangepast aan het verzamelen en verteren van bladafval. Door deze afwijkende voedingswijze kent de soort een aantal unieke eigenschappen:
- N. ampullaria is een van de weinige Nepenthes-soorten waarbij de sikkelvormige huidmondjes in de vangbeker ontbreken.[4] Men vermoedt dat deze cellen de binnenwand verdedigen tegen aanvallen van gevangen dieren.
- Het operculum (deksel) van de vangbeker is zeer klein, zodat bladafval makkelijker in de beker kan vallen.
- Het operculum bevat weinig tot geen nectarklieren. Deze spelen normaliter een belangrijke rol bij het lokken van potentieel prooi.
- De klieren voor de wasachtige uitscheiding aan de binnenzijde van de beker zijn aanzienlijk kleiner dan bij andere Nepenthes-bekers en zijn alleen te vinden op een smalle strook onder het peristoom (bekerrand).[4][5] Hierdoor is het voor eventuele gevangen dieren mogelijk om weer uit de beker te klimmen.
- De stengel produceert een groot aantal vertakkingen, die een groot oppervlak op de grond bedekken. De vangbekers staan dicht op elkaar, zodat er meer bladeren en ander plantafval worden opgevangen.
- Daar de voedingsstoffen langzaam in de bekers ophopen, leven ze langer dan die van andere Nepenthes-soorten.

Tot 2011 zijn minstens 59 infaunale organismen aangetroffen in de vangbekers van N. ampullaria. Dit zijn onder andere Microhyla borneensis, de oudste bekende kikker in de Oude Wereld, en de krabspin Misumenops nepenthicola.

## Infraspecifieke taxa

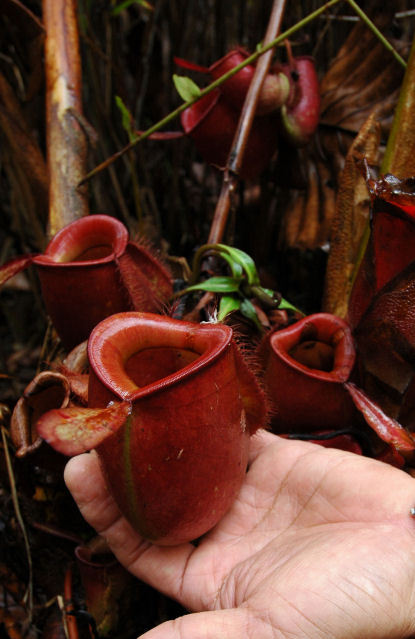
Een rode vorm van N. ampullaria

De recentst beschreven variëteit is N. ampullaria var. racemosa uit Sarawak te Maleisië. Deze heeft een trosvormige bloeiwijze. Veel botanici beschouwen de overige beschreven taxa als onbelangrijk. Hieronder volgt een overzicht:
- N. ampullacea var. picta Hort.Parker ex Rafarin (1869)
- N. ampullacea var. vittata Hort.Van Houtte ex Rafarin (1869)
- N. ampullaria var. geelvinkiana Becc. (1886)
- N. ampullaria var. guttata D.Moore (1872)
- N. ampullaria var. longicarpa Becc. (1886)
- N. ampullaria var. microsepala Macfarl. (1911)
- N. ampullaria var. papuana Becc. in sched. nom.nud.
- N. ampullaria var. racemosa J.H.Adam & Wilcock (1990)
- N. ampullaria var. viridis Hort. ex Teijsm. (1859) nom.nud.
- N. ampullaria var. vittata-major Mast. (1872)

## Natuurlijke hybriden
Nepenthes ampullaria bloeit een à twee keer per jaar enkele weken lang. De bloeiperiode overlapt vaak die van andere Nepenthes-soorten. Hierdoor, en door het grote verspreidingsgebied van de soort, bestaat er een groot aantal natuurlijke hybriden. De volgende combinaties zijn beschreven:
- N. albomarginata × N. ampullaria
- N. ampullaria × N. bicalcarata
- N. ampullaria × N. eustachya
- N. ampullaria × N. gracilis [=N. × trichocarpa]
- (N. ampullaria × N. gracilis) × N. bicalcarata [=N. × trichocarpa × N. bicalcarata]
- N. ampullaria × N. hemsleyana
- N. ampullaria × N. hirsuta
- N. ampullaria × N. mirabilis [=N. × kuchingensis, Nepenthes cutinensis
- N. ampullaria × N. neoguineensis
- N. ampullaria × N. rafflesiana [=N. × hookeriana]
- ? (N. ampullaria × N. rafflesiana) × N. mirabilis [=N. × hookeriana × N. mirabilis]
- N. ampullaria × N. reinwardtiana
- N. ampullaria × N. spathulata
- N. ampullaria × N. tobaica

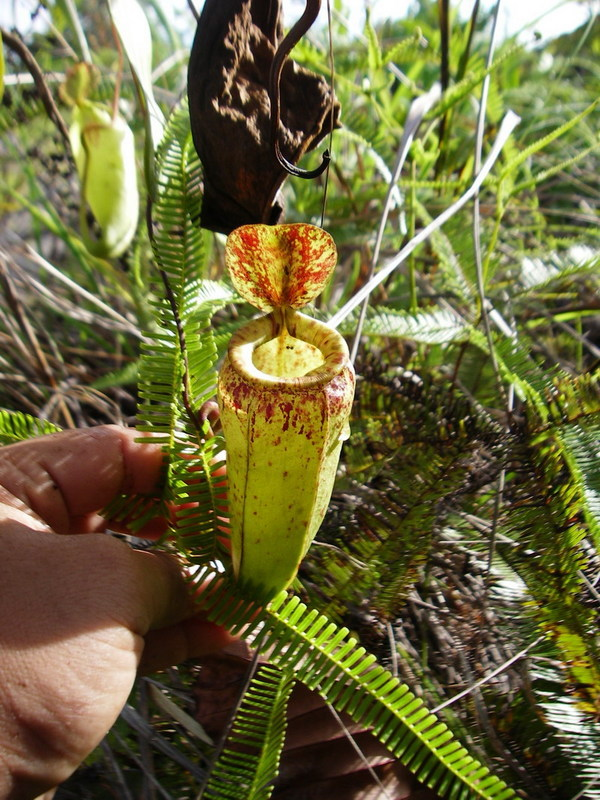
? N. ampullaria × N. eustachya
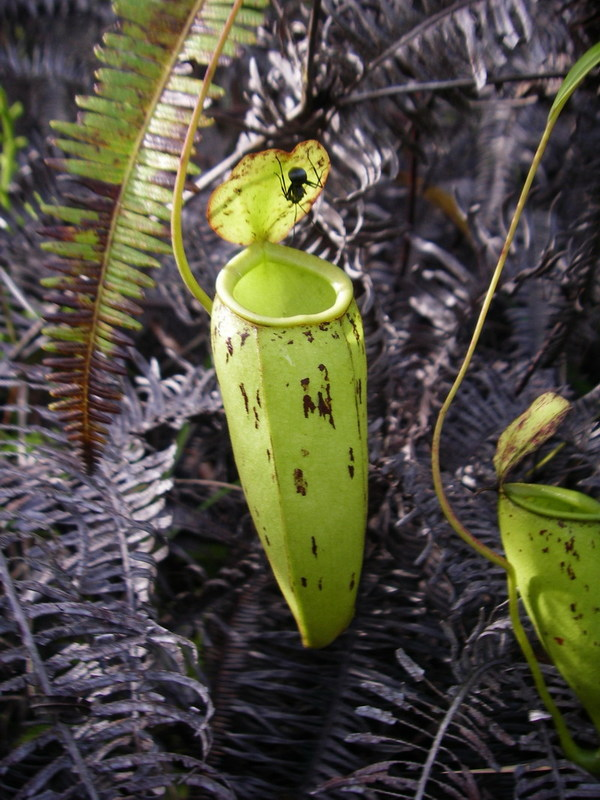
N. ampullaria × N. gracilis
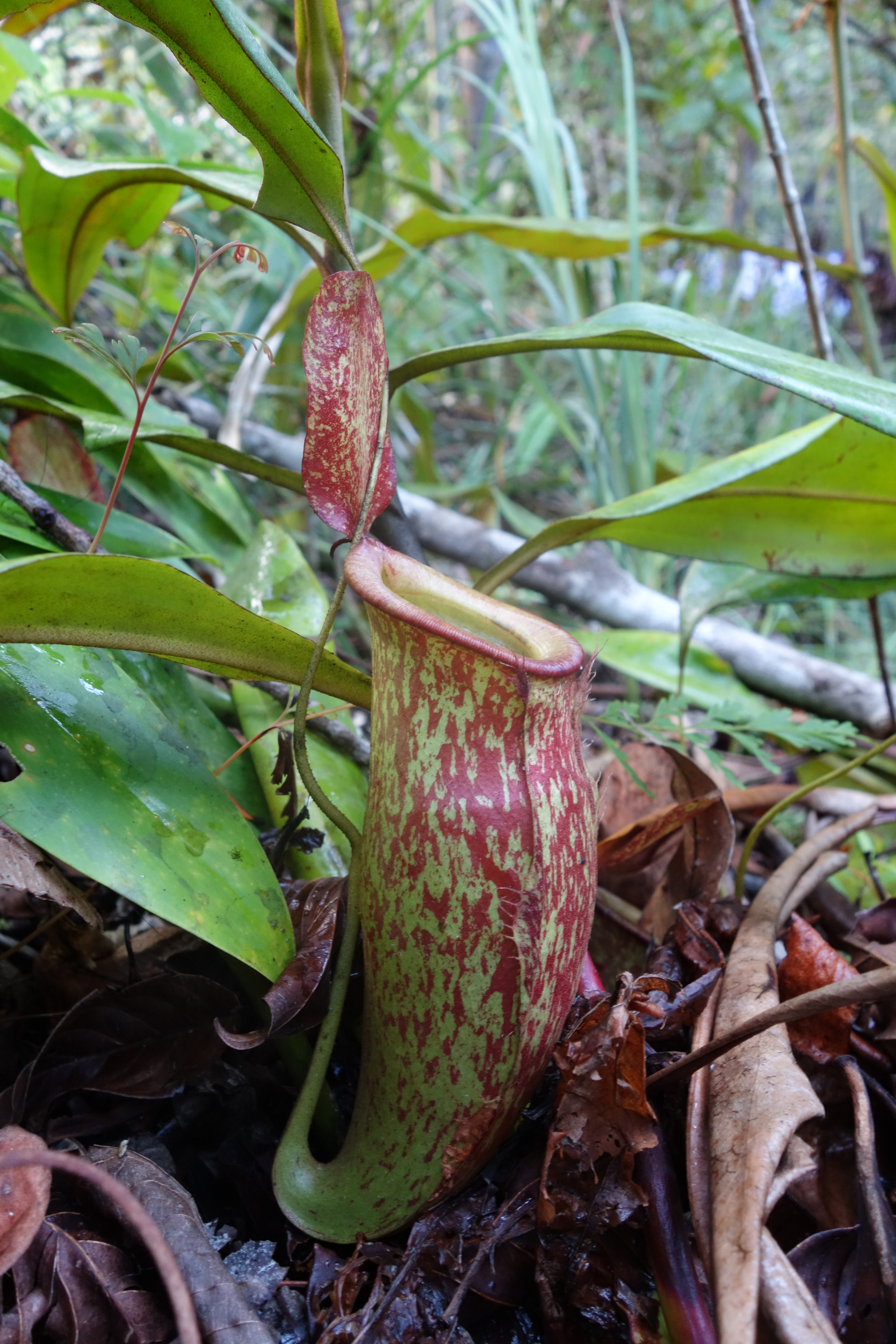
N. ampullaria × N. mirabilis
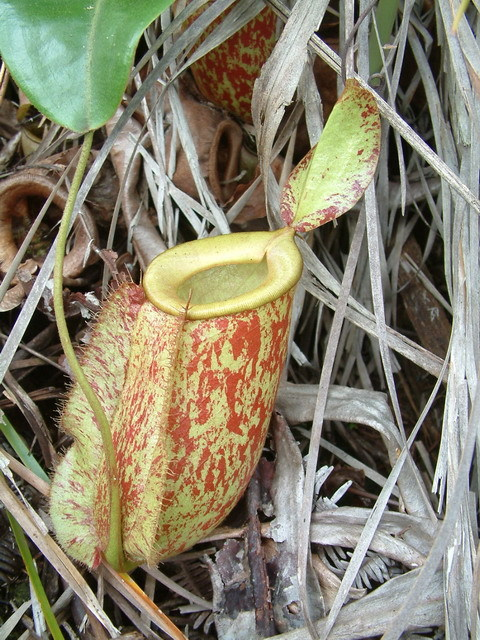
N. ampullaria × N. neoguineensis
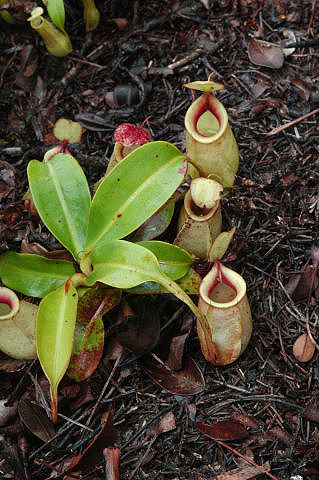
N. ampullaria × N. rafflesiana

... · 
N. alata · 
N. albomarginata · 
N. ampullaria · 
N. argentii · 
N. aristolochioides · 
N. attenboroughii · 
N. bicalcarata · 
N. bokorensis · 
N. bongso · 
N. boschiana · 
N. burkei · 
N. campanulata · 
N. chaniana · 
N. danseri · 
N. deaniana · 
N. densiflora · 
N. diatas · 
N. distillatoria · 
N. edwardsiana · 
N. ephippiata · 
N. gracilis · 
N. gymnamphora · 
N. hirsuta · 
N. inermis · 
N. insignis · 
N. jamban · 
N. khasiana · 
N. lamii · 
N. leyte · 
N. lingulata · 
N. lowii · 
N. macfarlanei · 
N. macrophylla · 
N. madagascariensis · 
N. masoalensis · 
N. maxima · 
N. mirabilis · 
N. monticola · 
N. northiana · 
N. ovata · 
N. peltata · 
N. pervillei · 
N. pitopangii · 
N. rafflesiana · 
N. rajah ·
N. rhombicaulis · 
N. rosea ·
N. sanguinea · 
N. sibuyanensis · 
N. spathulata · 
N. tenax · 
N. tenuis · 
N. veitchii ·
N. ventricosa ·
N. vieillardii ·
N. villosa · 
...